# Île McClintock
L'île McClintock (en russe : Остров Мак-Клинтока, Ostrov Mak-Klintoka) est une île de la terre François-Joseph, en Russie.

## Géographie
De forme pratiquement carrée (longueur maximale de 33 km), sa superficie est de 612 km2 et son point culminant à 521 m d'altitude. Elle est entièrement recouverte par une calotte glaciaire. 
Elle est séparée à l'est de l'île Hall par un étroit chenal, le canal Negri et de l'île Brady, à l'ouest, par le canal Aberdare. Son cap nord porte le nom de cap Greely (à proximité se trouve un deuxième cap, le cap Copeland), son cap nord-ouest, cap Karpinski, son cap sud-ouest, cap Dillon qui est le seul point de l'île libre de glace. Sur la côte est se situent du sud au nord, les caps Oppholzer, Brünn et Bergen.

## Histoire
Découverte en 1874 par Julius von Payer et Karl Weyprecht, elle a été nommée en l'honneur de Francis Leopold McClintock. 
Frederick G. Jackson visite l'île en 1895.
En juillet 1905, Anthony Fiala et six hommes d'équipage de l'expédition Ziegler sont secourus au cap Dillon après que le navire de l'expédition, l'America, eut fait naufrage en baie de Teplitz sur l'île Rudolf.